# Hawai
Hawai è una città dell'India, capoluogo del distretto di Anjaw, nello stato federato dell'Arunachal Pradesh.
Si trova sulle rive del fiume Lohit, tributario del Brahmaputra.

## Società

### Evoluzione demografica
Al censimento 2011 la popolazione di Hawai assommava a 982 persone, delle quali 625 maschi e 357 femmine.